# Louise Marcil
Louise Marcil-Lacoste, née à Montréal, est une philosophe et militante féministe québécoise.

## Parcours professionnel

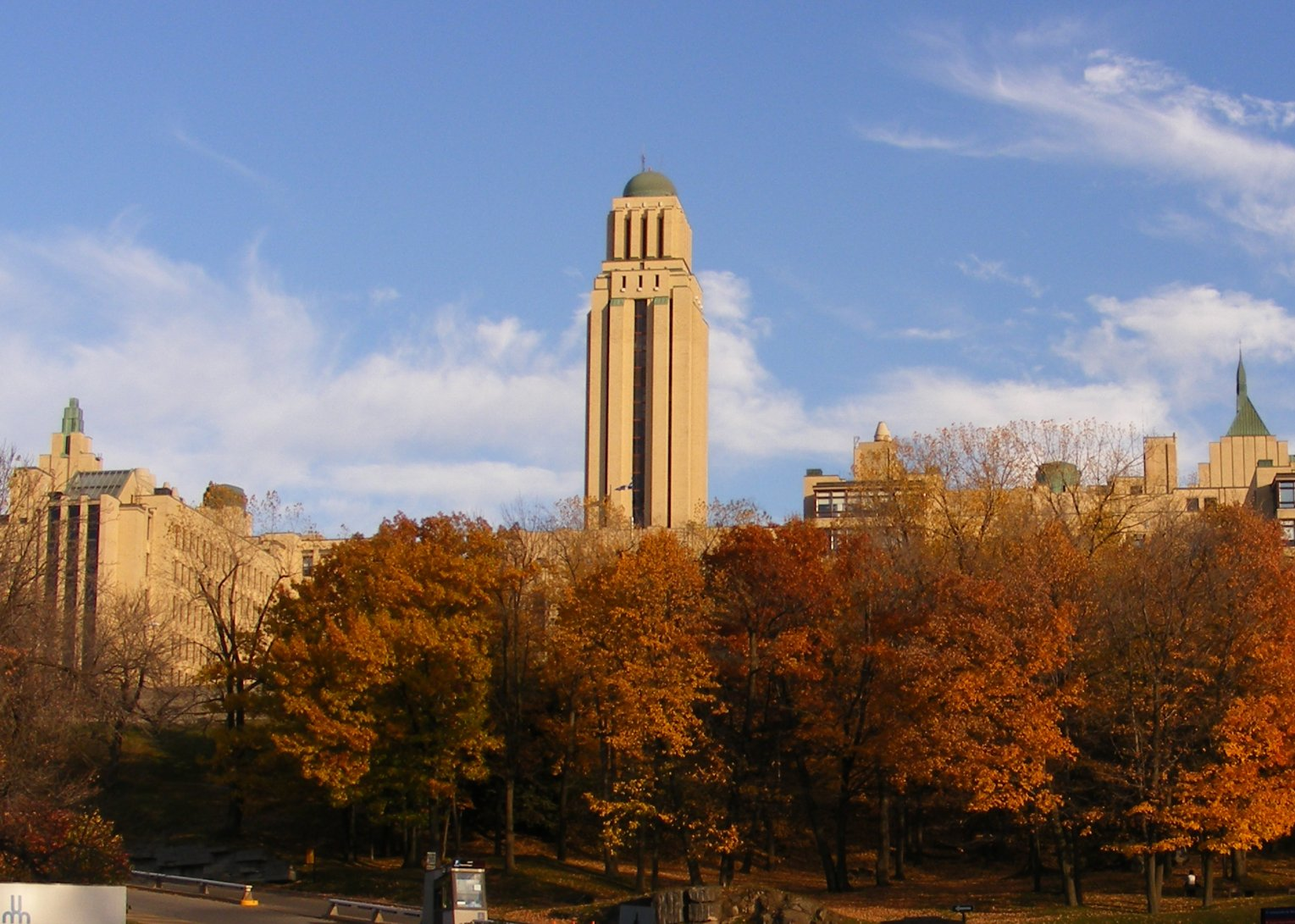
Université de Montréal où Louise Marcil-Lacoste a été professeure.

Louise Marcil-Lacoste obtient un baccalauréat de l'Université de Montréal en 1967, puis une maîtrise et un doctorat en philosophie de l'Université McGill. Elle devient professeure adjointe au Département de philosophie de l'Université de Montréal en 1977 et, en 1980, professeure agrégée. Elle oriente ses recherches, entre autres, sur "les théories de l'égalité au XVIIIe et au XXe siècle" et sur "les problèmes philosophiques de la condition féminine". Dans La Raison en procès : essai sur la philosophie et le sexisme, elle analyse mes motifs d'exclusion des femmes au sein de la pratique philosophique institutionnalisée.
Elle est membre du Conseil supérieur de l'éducation de 1967 à 1975.
Faisant partie du premier Conseil supérieur de l'Éducation, elle s'intéresse à l'évolution de la réforme scolaire. Elle a participé aux travaux de plusieurs organismes tels que le C.O.P.I.E., la Commission d'étude sur les universités, le Comité d'étude sur la formation et le perfectionnement des enseignants.
Louise Marcil-Lacoste a signé grand nombre de publications au Canada et à l'étranger.

## Vie privée
Louise Marcil-Lacoste a eu pour époux Paul Lacoste, vice-recteur de l'Université de Montréal de 1965 à 1975, puis recteur de la même université de 1975 à 1985, décédé en 2009. Le couple a eu deux enfants.

## Honneurs
- En 1995 elle reçoit le Prix Acfas André-Laurendeau pour des recherches en sciences humaines.
- Elle est admise au sein de la Société royale du Canada le 16 mars 1987[6].

## Publications
- 1982 : Claude Buffier and Thomas Reid : Two Common-Sense Philosophers
- 1984 : La thématique contemporaine de l'égalité : répertoire, résumés, typologie
- 1990 : La philosophie pour enfants : l'expérience Lipman
- 1995 : La Raison en procès : essai sur la philosophie et le sexisme[9]